# Franz Sündermann
Franz Sündermann (* 17. November 1864 in Würzburg; † 1946 in Lindau (Bodensee)) war ein deutscher Botaniker.
Sein botanisches Autorenkürzel lautet „Sünd.“.
Sündermann absolvierte seine Lehre im Botanischen Garten Würzburg, unter Garteninspektor Carl Salomon. Nach kurzer Tätigkeit im Botanischen Garten Graz arbeitete Sündermann für 3½ Jahre im Botanischen Garten der Universität Innsbruck unter Garteninspektor Bilek. Im Juni 1882 ging er zusammen mit Bilek, Hauptmann Hoffmann (Entdecker der Ring-Glockenblume (Campanula hofmannii)) und Kellerer (königlicher Gartendirektor in Sofia) auf seine erste große Bergtour.
1886 gründete er ein Spezialgeschäft für Alpinen in Lindau, welches weit über die Grenzen von Deutschland bekannt ist. Der Alpengarten Sündermann existiert heute noch.
Sündermann unternahm im Laufe der Jahre viele Reisen und Touren, auf welchen er seltene alpine Pflanzen fand. Er durchwanderte die ganzen Alpen von Aosta bis zum Genfer See, außerdem war er auch in den Karpaten und Siebenbürgen, in Bosnien und Herzegowina, Dalmatien und am Krainer Schneeberg. Zu seiner Sammlung gehörten außerdem einige Pflanzen, die er aus dem Ausland erwarb. Zu seiner Sammlung gehörten Pflanzen von Joseph Bornmüller und Hartmann (Persien), sowie Pflanzen aus Kleinasien, Griechenland, Zypern, Serbien und Neuseeland. Außerdem bekam er eine Menge von Samen aus Colorado und Sierra Nevada von Carl Albert Purpus. Neben den schon verfügbaren Pflanzen wurde Sündermann auch als Züchter bekannt. Sündermann stellte damit eine der größten Alpinensammlungen zusammen, dabei achtete er aber auch immer darauf, dass nur garantiert echte Arten aus Originalquellen zur Verbreitung kamen.
Unter seiner Aufsicht wurde von 1912 bis 1914 das Alpinum im Botanischen Garten München-Nymphenburg angelegt und bepflanzt.
Zur goldenen Hochzeit des bayerischen Königspaars Ludwig III. und Marie Therese überreichte er diesen die neue Eigenzüchtung Maria Theresia sowie eine Schale mit gesteckten Alpenblüten. 
Ein weiterer Bewunderer, Förderer und Kunde des Sündermannschen Alpengartens war der damalige König von Bulgarien Ferdinand I. Als ab 1920 in Lindau das Ufer des „Kleinen Sees“ langsam aufgeschüttet wurde, stellte der bulgarische König Sündermann extra einen Waggon Steine zur Verfügung und übergab ihm eigene Pflanzen treuhändisch in Pflege. In den folgenden Jahren kam der bulgarische König des Öfteren inkognito auf Besuch.
Für seine Verdienste bekam Sündermann auch den Titel des Ökonomierats.